# Нихат Бишевац
Нихат Бишевац (Нови Пазар, 9. јануар 1964) српски је политичар и бивши боксер. Градоначелник је града Новог Пазара и члан Санџачке демократске партије (СДП).

## Биографија
Рођен је 9. јануара 1964. године у бошњачкој породици у Новом Пазару, у тадашњој Социјалистичкој Републици Србији. Завршио је Економски факултет Универзитета у Приштини. Године 1989. био је вицешампион СФР Југославије у тешкој категорији у боксу.
У току своје каријере обављао је више одговорних функција: професор у Економској трговинској школи, директор Спортског савеза Новог Пазара и директор Националне службе за запошљавање. Након оконачања активне каријере у спорту, својим активностима и залагањем за афирмацију спорта код младих допринео је популаризацији позитивних вредности у друштву. Његова иницијатива и предузимљивост заслужне су за изгрању мреже мини спортских терена широм Новог Пазара.